# Euhesma tasmanica
Euhesma tasmanica är en biart som först beskrevs av Cockerell 1918.  Euhesma tasmanica ingår i släktet Euhesma och familjen korttungebin. Inga underarter finns listade i Catalogue of Life.